# I-41 (tàu ngầm Nhật)
I-41 là một tàu ngầm tuần dương lớp Type-B (巡潜乙型潜水艦 Junsen Otsu-gata sensuikan) được Hải quân Đế quốc Nhật Bản chế tạo trong giai đoạn Chiến tranh Thế giới thứ hai. Nhập biên chế năm 1943, nó tham gia hoạt động tiếp liệu trong khuôn khổ Chiến dịch New Guinea, trước khi được điều động đối phó các cuộc đổ bộ lên Mariana và Philippines. I-41 bị các tàu hộ tống khu trục Hoa Kỳ USS Lawrence C. Taylor và USS Melvin R. Nawman phối hợp cùng máy bay từ tàu sân bay hộ tống USS Anzio đánh chìm trong biển Philippine vào ngày 18 tháng 11, 1944.

## Thiết kế và chế tạo

### Thiết kế
Tàu ngầm Type B Cải tiến 1 (lớp I-40) (còn gọi là Type B2) được cải tiến từ Type B1 dẫn trước, có trọng lượng hơi lớn hơn và trang bị động cơ diesel có thiết kế đơn giản hơn nhằm thúc đẩy việc chế tạo. Chúng có trọng lượng choán nước 2.631 tấn (2.589 tấn Anh) khi nổi và 3.713 tấn (3.654 tấn Anh) khi lặn, lườn tàu có chiều dài 108,7 m (356 ft 8 in), mạn tàu rộng 9,3 m (30 ft 6 in) và mớn nước sâu 5,1 m (16 ft 9 in). Con tàu có thể lặn sâu đến 100 m (328 ft), và có một thủy thủ đoàn đầy đủ bao gồm 94 sĩ quan và thủy thủ.
Type B2 trang bị hai động cơ diesel Kampon Mk.1A Model 10 công suất 5.500 mã lực phanh (4.101 kW), mỗi chiếc vận hành một trục chân vịt. Khi lặn, mỗi trục được vận hành bởi một động cơ điện công suất 1.000 mã lực (746 kW). Khi di chuyển trên mặt nước nó đạt tốc độ tối đa 23,5 hải lý trên giờ (43,5 km/h; 27,0 mph) và 8 hải lý trên giờ (15 km/h; 9,2 mph) khi lặn dưới nước, tầm xa hoạt động của Type B2 là 14.000 hải lý (26.000 km; 16.000 mi) ở tốc độ 16 hải lý trên giờ (30 km/h; 18 mph), và có thể lặn xa 96 nmi (178 km; 110 mi) ở tốc độ 3 hải lý trên giờ (5,6 km/h; 3,5 mph).
Những chiếc Type B2 có sáu ống phóng ngư lôi 53,3 cm (21,0 in), tất cả được bố trí trước mũi, và mang theo tổng cộng 17 quả ngư lôi Kiểu 95. Vũ khí trên boong tàu bao gồm khẩu hải pháo 14 cm (5,5 in), và hai pháo phòng không 25 mm Type 96. Hầm chứa máy bay được tích hợp vào tháp chỉ huy và hướng ra phía trước. Máy phóng máy bay được bố trí hướng ra phía trước, trong khi khẩu hải pháo trên boong đặt phía sau. Cách sắp xếp này giúp chiếc thủy phi cơ Yokosuka E14Y tận dụng tốc độ hướng ra trước của con tàu khi được phóng lên.

### Chế tạo
I-41 được đặt lườn như là chiếc Tàu ngầm số 371 tại Xưởng vũ khí Hải quân Kure ở Kure, Hiroshima vào ngày 18 tháng 3, 1942. Nó được đổi tên thành I-41 vào ngày 20 tháng 8, 1942, rồi được hạ thủy vào ngày 10 tháng 11, 1942. Con tàu hoàn tất và nhập biên chế vào ngày 18 tháng 9, 1943, dưới quyền chỉ huy của Thiếu tá Hải quân Yoshimatsu Tamori.

## Lịch sử hoạt động
Ngay khi nhập biên chế, I-41 được phối thuộc cùng Quân khu Hải quân Yokosuka, và được phân về Hải đội Tàu ngầm 11 trực thuộc Đệ Nhất hạm đội để chạy thử máy và huấn luyện. Sau khi hoàn tất việc thử máy và huấn luyện, nó được điều về Đội tàu ngầm 15 thuộc Hải đội Tàu ngầm 1, trong thành phần Đệ Lục hạm đội từ ngày 15 tháng 12, 1943. Chiếc tàu ngầm khởi hành từ Yokosuka vào ngày 29 tháng 12, để đi sang khu vực Tây Nam Thái Bình Dương, đi đến căn cứ Truk thuộc quần đảo Caroline vào ngày 1 tháng 1, 1944.

### Chiến dịch New Guinea
Chuẩn bị cho nhiệm vụ vận chuyển hành tiếp liệu đến New Guinea nhằm hỗ trợ cho lực lượng Nhật Bản đang chiến đấu tại đây trong khuôn khổ Chiến dịch New Guinea, I-41 được tháo dỡ thủy phi cơ, khẩu hải pháo trên boong tàu cùng tất cả ngư lôi dự trữ. Nó được đặt làm soái hạm của Đội tàu ngầm 15 vào ngày 10 tháng 1, rồi khởi hành từ Truk năm ngày sau đó để đi sang căn cứ Rabaul trên đảo New Britain. Trên đường đi, Hải đội Tàu ngầm 1 được giải thể, nên chiếc tàu ngầm được phối thuộc trực tiếp cùng Đệ Lục hạm đội. Sau khi đi đến Rabaul vào ngày 19 tháng 1, nó chất hàng tiếp liệu lên tàu, rồi lên đường bốn ngày sau đó cho một chuyến đi tiếp liệu sang Sarmi, New Guinea, đến nơi vào ngày 25 tháng 1. Chiếc tàu ngầm cho chất dỡ hàng hóa rồi lên đường ngay cho chuyến quay trở về, về đến Rabaul vào ngày 27 tháng 1.
Lại lên đường vào ngày 31 tháng 1, I-41 hướng đến đảo Bougainville. Sau khi né tránh các bãi thủy lôi và máy bay tuần tra đối phương, nó đi đến Buin, và chất dỡ hàng hóa trong ngày 4 tháng 2, rồi quay trở về Rabaul vào ngày 7 tháng 2. Từ ngày 12 đến ngày 24 tháng 2, nó lại thực hiện một chuyến đi tiếp liệu khác đến Buin, rồi xuất phát từ Rabaul vào ngày 27 tháng 2 để đi sang Truk, vận chuyển 98 hành khách là phi công và sĩ quan tham mưu, bao gồm chỉ huy Phi đoàn 501 Không lực Hải quân. Sau khi đưa số hành khách này đến Truk an toàn vào ngày 2 tháng 3, nó lên đường vào ngày 7 tháng 3 để đi Rabaul, nhưng bị gọi quay trở lại Truk vào ngày 9 tháng 3.
Sau một tuần lễ nghỉ ngơi, I-41 lại lên đường vào ngày 15 tháng 3 cho một chuyến đi tiếp liệu khác sang Rabaul. Đang khi di chuyển trên mặt nước ở vị trí về phía Bắc Rabaul vào ngày 19 tháng 3, nó bị một tàu ngầm không rõ nhận dạng tấn công với hai quả ngư lôi. Trinh sát viên trên tàu đã phát hiện kịp thời, và Thiếu tá Itakura hạm trưởng đã phải bẻ lái gắt qua mạn trái để né tránh; quả ngư lôi sượt qua cách mũi tàu chỉ có 55 yd (50 m). Khi đi đến Rabaul vào ngày hôm sau, I-41 được điều sang Hải đội Tàu ngầm 7.
Cùng vào ngày 20 tháng 3, Đơn vị Vô tuyến Hạm đội, Melbourne (FRUMEL: Fleet Radio Unit Melbourne), một đơn vị tình báo tín hiệu đặt căn cứ tại Melbourne, Australia, chặn và giải mã được một bức điện, cho biết I-41 dự kiến rời Rabaul lúc 03 giờ 00 ngày 21 tháng 3 và đi đến Truk lúc 13 giờ 30 phút ngày 25 tháng 3. Thông tin này tỏ ra hoàn toàn chính xác, khi chiếc tàu ngầm thực hiện chuyến đi với 98 hành khách trên tàu, bao gồm Chuẩn đô đốc Owada Noboru, Tư lệnh Hải đội Tàu ngầm 7, ban tham mưu cùng một số phi công. Dù sao chiếc tàu ngầm cũng đến được Truk an toàn mà không bị đánh chặn.
I-41 khởi hành từ Truk vào ngày 1 tháng 4 cho chuyến đi tiếp liệu thứ ba đến Buin, vận chuyển 50 tấn thực phẩm. Khi đến nơi vào ngày 7 tháng 4, nó chất dỡ hàng hóa và đón lên tàu 73 hành khách cho chặng quay trở về Truk, đến nơi vào ngày 13 tháng 4. Tại Truk, khẩu hải pháo 14 cm được trang bị trở lại, và con tàu lên đường vào ngày 19 tháng 4 để quay trở về Nhật Bản, về đến Yokosuka vào ngày 25 tháng 4. Nó sau đó tiếp tục đi đến Kure.

### Chiến dịchTatsumaki
Vào đầu tháng 5, I-41 nằm trong số các tàu ngầm được chọn để tham gia Chiến dịch Tatsumaki, một kế hoạch tấn công lên đảo Majuro thuộc quần đảo Marshall. Nó huấn luyện phối hợp cùng các chiếc I-36, I-38, I-44 và I-53 cùng tàu tiếp liệu tàu ngầm phụ trợ Tsukushi Maru, theo kế hoạch sẽ vận chuyển xe tăng lội nước Type 4 Ka-Tsu cải tiến, mỗi chiếc mang theo hai ngư lôi 450 mm (18 in), đi từ Kure đến Majuro.  Tại đây số xe tăng này sẽ được thà xuống nước, đổ bộ lên đảo san hô, rồi băng qua đảo để xâm nhập vũng biển, nơi chúng phóng ngư lôi tấn công hạm đội đối phương tại nơi neo đậu. Tuy nhiên vào giữa tháng 5, Chiến dịch Tatsumaki bị hoãn lại để khắc phục những khiếm khuyết của chiếc xe tăng lội nước, cuối cùng bị hủy bỏ hoàn toàn, và I-41 quay trở lại nhiệm vụ của một tàu ngầm tiếp liệu.

### Chuyến tuần tra thứ nhất
Sau khi được bảo trì, I-41 khởi hành từ Kure vào ngày 15 tháng 5 cho chuyến tuần tra thứ nhất tại vùng biển giữa quần đảo Admiralty và Wewak, New Guinea. Nó không tìm thấy mục tiêu nào, nhưng vào ngày 13 tháng 6, Đô đốc Toyoda Soemu Tổng tư lệnh Hạm đội Liên hợp thông báo cho Phó đốc Takagi rằng hạm đội đối phương không có mặt tại nơi neo đậu Majuro, và chỉ thị cho Đệ Lục hạm đội tái bố trí tàu ngầm của mình đến khu vực quần đảo Mariana. I-41 nhận được mệnh lệnh này vào ngày hôm sau, được phát đến khu vực phía Nam đảo Guam.
Chiến dịch quần đảo Mariana bắt đầu vào ngày 15 tháng 6, khi lực lượng Hoa Kỳ đổ bộ lên Saipan. Do liên lạc với sở chỉ huy của Phó đốc Takagi đặt tại Saipan bị gián đoạn, việc chỉ huy Đệ Lục hạm đội được tạm thời chuyển cho Chuẩn đô đốc Owada Noboru, Tư lệnh Hải đội Tàu ngầm 7 tại Truk. Trong bức điện cuối cùng gửi từ Saipan, Takagi thông báo ông cùng ban tham mưu Đệ Lục hạm đội chuẩn bị tham gia một cuộc xung phong "banzai"; ông được truy thăng lên hàm Đô đốc. Trong diễn biến tiếp theo, I-41 được phân công tuần tra về phía Đông Nam quần đảo Mariana cùng các tàu ngầm Ro-113, Ro-114, Ro-115 và Ro-116.
Vào ngày 22 tháng 6, I-41 được lệnh tách ra và đi đến Guam để tìm cách di tản những phi công bị mắc kẹt tại đây. Nó đến nơi hai ngày sau đó, trinh sát dọc hòn đảo bằng kính tiềm vọng để tìm kiếm địa điểm đổ bộ phù hợp. Nối trồi lên mặt nước lúc trời tối cách bờ biển 1.100 yd (1.000 m) và bắt liên lạc với lực lượng trên bộ. Hai sà lan đã chuyển được lên tàu 106 phi công, phần lớn thuộc Phi đoàn 705 Không lực Hải quân, trước khi một máy bay tuần tra B-24 Liberator xuất hiện buộc chiếc tàu ngầm phải lặn xuống né tránh. Không thể tiếp nhận thêm đợt vận chuyển nào khác, nó lên đường quay trở về Nhật Bản, đưa các hành khách lên bờ tại Ōita trên đảo Kyūshū vào ngày 30 tháng 6.
I-41 đi đến Kure vào ngày 1 tháng 7 và bắt đầu tập trận huấn luyện. Thiếu tá Hải quân Kondo Fumitake, nguyên hạm trưởng Ro-112, tiếp nhận quyền chỉ huy con tàu vào ngày 5 tháng 8. Khi việc huấn luyện hoàn tất vào ngày 9 tháng 10, I-41 đi đến căn cứ Kaiten Otsujima trong biển nội địa Seto để tham gia huấn luyện các hoa tiêu lái ngư lôi tự sát, rồi quay trở lại Kure sau đó.

### Chuyến tuần tra thứ hai
Vào ngày 13 tháng 10, Kế hoạch Sho-I-Go của Nhật Bản nhằm phòng thủ Philippines bắt đầu được kích hoạt. Sáu ngày sau đó, I-41 xuất phát từ Kure cho chuyến tuần tra thứ hai tại vùng biển về phía Đông quần đảo Philippines. Vào ngày hôm sau hạm đội Hoa Kỳ với 738 tàu các loại tiến hành đổ bộ lên đảo Leyte, nên I-41 được lệnh đi hết tốc độ đến khu vực tuần tra về phía Đông Leyte, nơi nó hoạt động phối hợp cùng tàu ngầm I-38. Thiếu tá Kondo hạm trưởng báo cáo đánh chìm được một tàu vận tải Hoa Kỳ vào ngày 27 tháng 10, nhưng thành tích này không được phía Hoa Kỳ xác nhận sau chiến tranh.
Đến ngày 30 tháng 10, I-41 báo cáo phát hiện một đội đặc nhiệm đối phương bao gồm ba tàu sân bay ở vị trí 220 mi (350 km) về phía Đông Bắc đảo Suluan, nhưng không thể tấn công. Đến ngày 3 tháng 11, trinh sát viên trên I-41 nhìn thấy một tàu sân bay cùng các tàu hộ tống gần eo biển San Bernardino; nhiều khả năng đó là chiếc USS Lexington, vốn hiện diện trong khu vực vào lúc đó. Lúc 23 giờ 30 phút, I-41 phóng một loạt ngư lôi tấn công mục tiêu, và Thiếu tá Kondo tự nhận đã đánh chìm được một tàu sân bay, nhưng thực ra chỉ có một quả đánh trúng mạn trái tàu tuần dương hạng nhẹ USS Reno; Reno sau đó được chiếc tàu kéo USS Zuni kéo về Ulithi để sửa chữa. Đến ngày 12 tháng 11, I-41 báo cáo tấn công một lực lượng đặc nhiệm đối phương khác, và sau đó nó mất liên lạc hoàn toàn với căn cứ.

### Bị mất
Trong biển Philippine ở vị trí 250 nmi (460 km) về phía Đông đảo Samar, Philippines, tàu sân bay hộ tống Hoa Kỳ USS Anzio thuộc Đội đặc nhiệm 30.7 nhận được cảnh báo nhờ giải mã tình báo tín hiệu, về sự hiện diện của một tàu ngầm đối phương trong khu vực. Một máy bay TBF Avenger tuần tra chống tàu ngầm xuất phát từ Anzio đã phát hiện một tàu ngầm đang di chuyển trên mặt biển qua radar lúc khoảng 03 giờ 03 phút ngày 18 tháng 11, đang ẩn nấp trong một cơn mưa giông. Chiếc Avenger thả pháo sáng đánh dấu vị trí chiếc tàu ngầm, nhưng sau đó mất dấu mục tiêu. Một chiếc Avenger thứ hai tham gia vào việc truy tìm nhưng không có kết quả.
Đến 04 giờ 17 phút, các tàu hộ tống khu trục USS Lawrence C. Taylor và USS Melvin R. Nawman đi đến hiện trường. Lúc 06 giờ 05 phút, Lawrence C. Taylor tấn công với hai loạt súng cối chống ngầm Hedgehog, nhưng trượt khỏi mục tiêu. Đến 06 giờ 16 phút, Melvin R. Nawman tung ra loạt Hedgehog của nó nhưng vẫn không trúng đích. Sau khi Lawrence C. Taylor bắn loạt Hedgehog thứ ba lúc 06 giờ 30 phút, nó nghe thấy ba tiếng nổ dưới nước, rồi tiếp nối bởi một vụ nổ dữ dội. Không lâu sau đó dầu diesel cùng nhiều mảnh vỡ trồi lên mặt nước, xác nhận tàu ngầm đối phương đã bị phá hủy, nhiều khả năng là chiếc I-41,  tại tọa độ 12°44′B 130°42′Đ / 12,733°B 130,7°Đ.
Vào ngày 2 tháng 12, 1944, Hải quân Đế quốc Nhật Bản công bố I-41 có thể đã bị mất với tổn thất toàn bộ 111 thành viên trên tàu tại khu vực biển Philippine. Tên nó được cho rút khỏi đăng bạ hải quân vào ngày 10 tháng 3, 1945.